# Marmoutier
Marmoutier település Franciaországban, Bas-Rhin megyében. Lakosainak száma 2703 fő (2022. január 1.). Marmoutier Dimbsthal, Gottenhouse, Haegen, Hengwiller, Lochwiller, Otterswiller, Reinhardsmunster, Reutenbourg, Schwenheim, Thal-Marmoutier és Sommerau községekkel határos.

## Népesség
A település népességének változása:
| Lakosok száma | 2702 | 2685 | 2751 | 2726 | 2723 | 2712 | 2712 | 2706 | 2703 |
|               | 2013 | 2015 | 2016 | 2017 | 2018 | 2019 | 2020 | 2021 | 2022 |